# Syndicalisme chrétien
Le syndicalisme chrétien est né à la fin du XIXe siècle sous l'impulsion de personnalités catholiques et de l'Église catholique, pour ne pas laisser au socialisme le monopole de l'organisation des travailleurs.

## Origines

### Les précurseurs
Les théologiens avaient noté, avant les textes fondateurs de la doctrine moderne sur ce sujet, le message social de la Bible, qui fait abstraction des questions matérielles pour s'intéresser à l'homme : saint Thomas d'Aquin s'intéressa à ces questions, suivi par le dominicain florentin saint Antonin dans la Summa Moralis, un des premiers traités exposant une vision économique du monde. Les établissements hospitaliers étaient ainsi à l'origine religieux.
Au XVIIe siècle naissent des ordres de secours aux pauvres tels l'ordre des Filles de la Charité institué par saint Vincent de Paul.
Au début de la révolution industrielle, Frédéric Ozanam fut impressionné par les grandes révoltes ouvrières des Canuts, qui eurent lieu dans sa ville de Lyon. Délaissant ses études d'Histoire, il fonda la Société de saint Vincent de Paul, en hommage à ce grand saint.
L'essai de l'évêque de Mayence Mgr Ketteler "La question du travail et le christianisme" inspira l'action d'Albert de Mun pour les cercles catholiques ouvriers (1871), ainsi que l'élaboration de l'encyclique Rerum Novarum de Léon XIII (1891).

### Rerum Novarum et ses suites
Le texte fondateur du syndicalisme chrétien est l'encyclique Rerum Novarum publiée le 15 mai 1891 par le pape Léon XIII. Elle a été écrite face à la montée de la question sociale. Il y condamne « la misère et la pauvreté qui pèsent injustement sur la majeure partie de la classe ouvrière » tout autant que le « socialisme athée ».
D'autres encycliques viendront compléter ce texte fondateur : Quadragesimo Anno (1931), Mater et magistra (1961), Laborem Exercens (1981) et Centesimus Annus (1991). Le pape Jean-Paul II condamnera plusieurs fois l'ultra-libéralisme, tout en écrivant en 1991 qu'il « semble que le marché libre soit l'instrument le plus approprié pour répartir les ressources et répondre efficacement aux besoins ». Il mentionne la responsabilité des États dans l'élaboration des mécanismes de marché (Centesimus Annus, 1991).

## Quelques syndicats
Les principaux syndicats chrétiens en Europe sont :
- la Confédération des syndicats chrétiens, première organisation de Belgique avec 1,7 million d'adhérents
- la Confédération italienne des syndicats de travailleurs avec 4,5 million d'adhérents, deuxième syndicat italien
- Le second syndicat néerlandais, la CNV (300 000 adhérents)
- En Pologne, Solidarność (Solidarité), créé en 1980 (780 000 adhérents).
- En France, la CFTC créée en 1919 rassemble plus de 100 000 adhérents
- En Roumanie, Cartel Alfa a près d'un million de membres

En 1964, la CFTC française a abandonné les références à la religion, changeant son nom en CFDT. Cette déconfessionnalisation, approuvée à une large majorité du congrès, a été rejetée par une petite minorité qui a maintenu l'appellation CFTC. Au Canada, la Confédération des travailleurs catholiques du Canada est devenue la Confédération des syndicats nationaux.
Les syndicats chrétiens disposaient d'une organisation internationale, d'assez petite taille, la Confédération mondiale du travail. Celle-ci s'est dissoute à fin 2006, comme la Confédération internationale des syndicats libres. Les organisations de ces deux internationales ont alors fondé, avec d'autres syndicats, la CSI Confédération syndicale internationale.

### Orientation politique
Le syndicalisme chrétien éprouve quelques difficultés à affirmer son identité. La CFTC pense à trouver une voie médiane entre marxisme et libéralisme ; la référence à la religion est parfois nulle dans certains cas, nulle à la base (dirigeants musulmans…).
Dans les pays d'Europe centrale, Solidarność et Cartel Alfa étaient tout autant des syndicats que des organisations combattant le communisme dans leurs états ; l'état communiste disparu, certains dirigeants se sont révélés plus des adversaires des partis de gauche que des défenseurs des syndiqués, d'où de sévères débats internes.